# Estación de Manzanos
Manzanos es una estación de ferrocarril situada en el municipio español de Ribera Baja, en la provincia de Álava, comunidad autónoma del País Vasco, prestando servicio a la localidad de Manzanos. Cuenta con servicios de Media Distancia operados por Renfe.

## Situación ferroviaria
La estación se encuentra en el punto kilométrico 468,482 de la línea férrea de ancho ibérico que une Madrid con Hendaya a 473,74 metros de altitud, entre las estaciones de Miranda de Ebro y La Puebla de Arganzón. El tramo es de vía doble y está electrificado.

## Historia

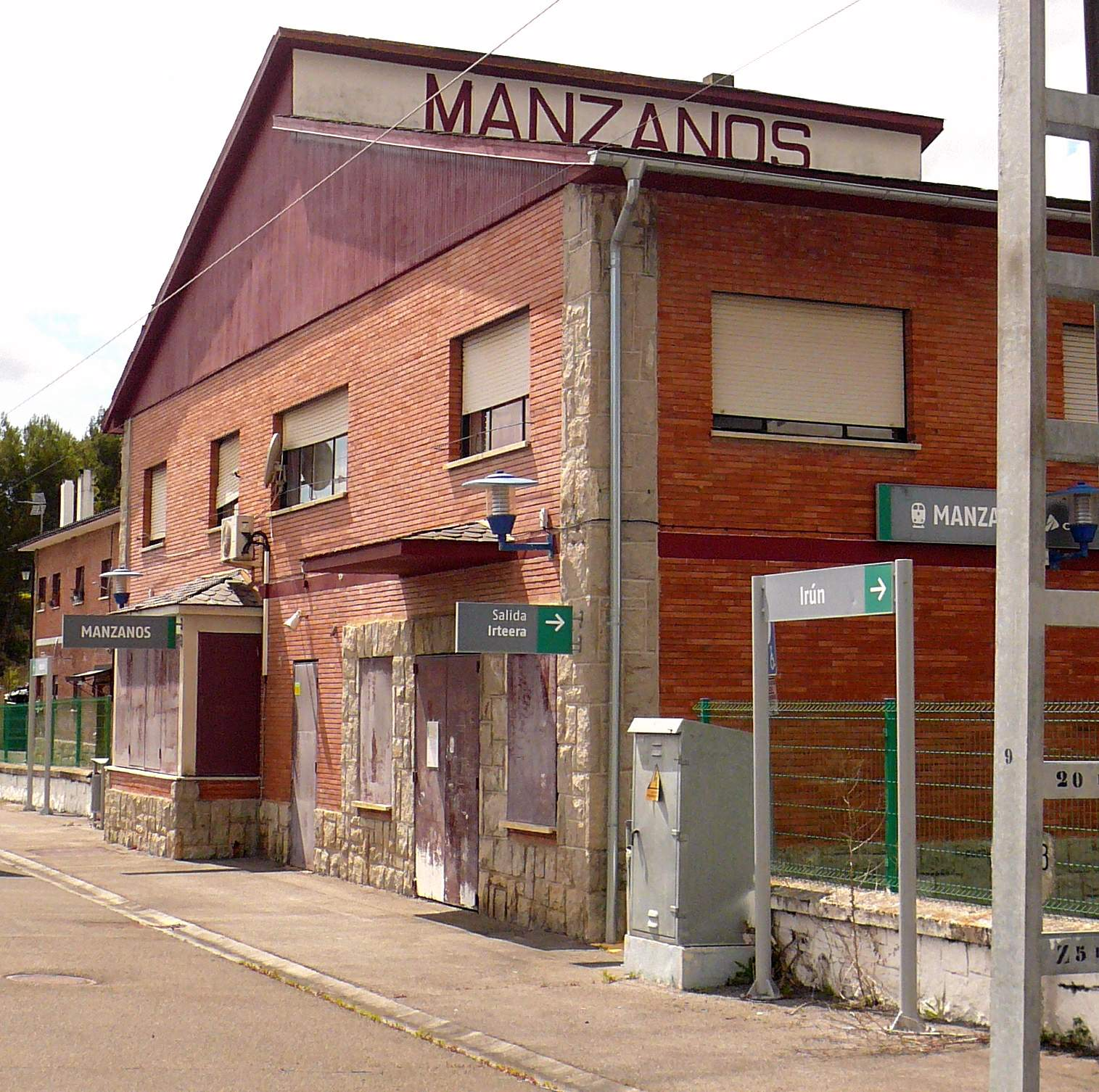
Edificio principal de la estación

La estación fue inaugurada el 13 de abril de 1862 con la puesta en marcha del tramo Mirada de Ebro-Olazagutia (Alsasua) de la línea radial Madrid-Hendaya. Su explotación inicial quedó a cargo de la Compañía de los Caminos de Hierro del Norte de España quien mantuvo su titularidad hasta que en 1941 fue nacionalizada e integrada en la recién creada RENFE.
Desde el 31 de diciembre de 2004 Renfe Operadora explota la línea mientras que Adif es la titular de las instalaciones ferroviarias.
En el año 2008 el tramo al norte de Miranda de Ebro inauguró el Bloqueo Automático Banalizado (BAB) con CTC sustituyendo al Bloqueo Eléctrico Manual (BEM) existente en el tramo entre Miranda de Ebro y Alsasua, lo que ha supuesto que muchas estaciones como Manzanos o Nanclares de la Oca hayan dejado de tener personal de circulación. 
También ese año se procedió a desmantelar la vía de apartado situada junto al edificio de viajeros numerada como vía III, se eligió desmantelar esta porque solo podía ser usada para apartar trenes impares, cabe aclarar que no se desmanteló por completo sino que se ha mantenido un pequeño tramo de la misma que en la actualidad es una vía muerta. Al lado de esta vía existió también una pequeña vía muerta (numerada como vía V) la cual fue desmantelada completamente.

## La estación
La estación, cuyo diseño es idéntico al de Nanclares cuenta con dos andenes por los que se acceden a las tres vías. Los cambios de vía se realizan a nivel.

## Servicios ferroviarios

### Media Distancia
La estación dispone de amplias conexiones de Media Distancia que permiten viajar a destinos como Irún, Miranda de Ebro, Vitoria o Zaragoza. 
| Línea MD | Servicio        | Origen/Destino      | Paradas intermedias | Destino/Origen      |
| -------- | --------------- | ------------------- | --- | ------------------- |
| 25       | Regional Exprés | Miranda de Ebro     | Manzanos · La Puebla de Arganzón · Nanclares · Vitoria · Alegría de Álava · Salvatierra de Álava · Araya · Alsasua · Legazpi · Zumárraga · Beasáin · Ordicia · Tolosa · Villabona-Cizúrquil · Andoáin-Centro · Hernani-Centro · San Sebastián · Pasajes · Lezo-Rentería · | Irún                |
| 25       | Regional Exprés | Vitoria             | Nanclares · La Puebla de Arganzón · Manzanos | Miranda de Ebro     |
| 26       | Regional Exprés | Miranda de Ebro     | Manzanos · La Puebla de Arganzón · Nanclares · Vitoria · Alegría de Álava · Salvatierra de Álava · Araya · Alsasua-Pueblo · Echarri-Aranaz · Huarte-Araquil · Pamplona · Tafalla · Olite · Marcilla de Navarra · Villafranca de Navarra · Castejón de Ebro · Tudela de Navarra · Ribaforada · Cortes de Navarra · Gallur · Luceni · Pedrola · Cabañas de Ebro · Alagón · Casetas · Utebo · Zaragoza-Delicias · Zaragoza-Portillo · Zaragoza-Goya | Zaragoza-Miraflores |
| 26       | Regional Exprés | Zaragoza-Miraflores | Zaragoza-Goya · Zaragoza-Portillo · Zaragoza-Delicias · Utebo · Casetas · Alagón · Luceni · Gallur · Cortes de Navarra · Ribaforada · Tudela de Navarra · Castejón de Ebro · Villafranca de Navarra · Marcilla de Navarra · Olite · Tafalla · Pamplona · Huarte-Araquil · Echarri-Aranaz · Alsasua-Pueblo · Araya · Salvatierra de Álava · Alegría de Álava · Vitoria · Nanclares · La Puebla de Arganzón · Manzanos                             | Miranda de Ebro     |
| 26       | Regional Exprés | Pamplona            | Huarte-Araquil · Echarri-Aranaz · Alsasua-Pueblo · Araya · Salvatierra de Álava · Alegría de Álava · Vitoria · Nanclares · La Puebla de Arganzón · Manzanos | Miranda de Ebro     |